# Tarnowo-Goski (gromada)
Tarnowo-Goski – dawna gromada, czyli najmniejsza jednostka podziału terytorialnego Polskiej Rzeczypospolitej Ludowej w latach 1954–1972.
Gromady, z gromadzkimi radami narodowymi (GRN) jako organami władzy najniższego stopnia na wsi, funkcjonowały od reformy reorganizującej administrację wiejską przeprowadzonej jesienią 1954 do momentu ich zniesienia z dniem 1 stycznia 1973, tym samym wypierając organizację gminną w latach 1954–1972.
Gromadę Tarnowo-Goski z siedzibą GRN w Tarnowie-Goskach utworzono 31 grudnia 1959 w powiecie zambrowskim w woj. białostockim z obszaru zniesionych gromad Przeździecko-Mroczki (bez wsi Ołdaki-Polonia, Przeździecko-Lenarty i Nowy Borek) i Skarżyn Stary (bez wsi Ołdaki-Grodzisk) w tymże powiecie.
Gromadę Tarnowo-Goski zniesiono 1 stycznia 1972, a jej obszar włączono do gromady Długobórz Drugi.